# NGC 7788
NGC 7788 is een open sterrenhoop in het sterrenbeeld Cassiopeia. Het hemelobject werd op 5 oktober 1829 ontdekt door de Britse astronoom John Herschel.

## Synoniemen
- OCL 275